# 松本恭幸
松本 恭幸（まつもと やすゆき、1961年 - ）は、日本のメディア・プロデューサー、摂南大学准教授。

## 経歴
1987年に上智大学文学部史学科を卒業し、1990年に早稲田大学大学院経済学研究科修士課程を修了した。
出版編集者、シンクタンク研究員などを経て、1997年に大日本印刷に入り、インターネット関係などの新規事業開発や、コンテンツ企画開発のプロデューサー、ディレクターとなり、さらに2001年にはNTT-Xでブロードバンド・サイトの立ち上げを担当した。 
2002年にはフリーのメディア・プロデューサーとして活動し、多摩美術大学美術学部情報デザイン学科非常勤講師なども務め、2003年には武蔵大学社会学部専任講師となった。武蔵大学ではその後、准教授、教授と昇任したが、2023年に摂南大学現代社会学部現代社会学科准教授に転じた。
月刊『マスコミ市民』で「市民メディア訪問」〜「地域メディア訪問」を長期連載しており、地域紙、ケーブルテレビ、コミュニティ放送、地方出版社、図書館などについて数多くの文章を発表している。

## おもな著書

### 単著
- 市民メディアの挑戦、リベルタ出版、2009年
- コミュニティメディアの新展開 東日本大震災で果たした役割をめぐって、学文社、2016年
- 地方メディアの挑戦 これから地方紙、地方出版・書店、地方図書館はどう変わるのか、風媒社、2023年

### 共著
- （佐藤和文、佐藤博昭との共著） 令和のローカルメディア 防災・関係人口拡大に向けた課題、あけび書房、2021年

### 編著
- （中橋雄との共編著）メディアプロデュースの世界 (叢書現代の社会学とメディア研究 第6巻) 、北樹出版、2013年
- 地域でつくる・地域をつくる メディアとアーカイブ、大月書店、2022年
- 市民が育む持続可能な地域づくり、同時代社、2023年